# 大藪泰
大藪 泰（おおやぶ やすし、1951年3月 - ）は日本の心理学者。専門は発達心理学、乳幼児心理学。

## 概略
1951年3月兵庫県神戸市生まれ。1974年3月、早稲田大学第一文学部心理学専修卒業。1976年3月、早稲田大学大学院文学研究科博士前期課程修了、文学修士。1979年3月、早稲田大学大学院文学研究科博士後期課程単位取得退学。2003年9月26日、早稲田大学より博士（文学）（論文タイトルは『乳幼児のジョイント・アテンションの研究：新生児から2歳6か月までの発達過程』）。長野大学専任講師を経て、1992年4月、早稲田大学第一・第二文学部助教授。1995年4月、早稲田大学第一、第二文学部教授に就任する。現在、早稲田大学文学学術院副学術院長、第一・第二文学部長。

## 著書
- 『新生児心理学』、川島書店、1992年
- 『共同注意』、川島書店、2002年